# Одилова, Муслима Улугбек кизи
Муслима Улугбек кизи Одилова (узб. Muslima Ulug'bek qizi Odilova; род. 20 июня 1998 года, Андижан, Андижанская область, Узбекистан) — узбекская пловчиха-паралимпиец, член сборной Узбекистана. Серебряный призёр Летних Паралимпийских игр 2016, участница Летних Паралимпийских игр 2020.

## Карьера
В восемь лет начала заниматься плаванием в Андижане.
В 2016 году на Летних Паралимпийских играх в Рио-де-Жанейро (Бразилия) выиграла две серебряные медали на дистанции 100 метров баттерфляем в категории S13 и на 50 метрах в/с S13. На этих же играх на дистанции 100 метров в/с S13 выступила неудачно. В этом же году указом президента Узбекистана Шавката Мирзиёева Муслима награждена званием «Заслуженный спортсмен Республики Узбекистан».
В 2021 году на Летних Паралимпийских играх в Токио (Япония) на дистанции 100 метров баттерфляем S13 в третьем заплыве пришла лишь четвёртой и не прошла в финальную часть соревнования.
В 2024 году указом президента Узбекистана Шавката Мирзиёева награждена медалью «Жасорат».

## Биография
Муслима Одилова окончила Андижанский государственный университет.